# جیتکا کلیمکوو
جیتکا کلیمکوو (انگلیسی: Jitka Klimková؛ زادهٔ ۲۰ اوت ۱۹۷۴) بازیکن فوتبال اهل اسلواکی است.

وی همچنین در تیم ملی فوتبال زنان جمهوری چک بازی کرده‌است.